# Karl Heinrich Reclam (Mediziner)
Carl Heinrich Reclam, kurz Carl Reclam, posthum auch Karl Heinrich Reclam (* 18. August 1821 in Leipzig, Königreich Sachsen; † 6. März 1887 in Leipzig, Deutsches Reich), war ein deutscher Mediziner und Hochschullehrer in Leipzig sowie Autor populärmedizinischer Schriften. Sein Hauptanliegen war es, die hygienischen und gesundheitlichen Bedingungen für die Menschen durch Aufklärung zu verbessern.

## Leben
Karl Heinrich Reclams Vater war der Leipziger Buchhändler Carl Heinrich Reclam (1776–1844), der Verleger und Buchhändler Anton Philipp Reclam war sein älterer Bruder.
Reclam studierte Medizin an den Universitäten Leipzig, Prag, Wien und Paris. 1846 wurde er an der Universität Leipzig mit der Dissertation De plumarum pennarumque evolutione disquisitio microscopica zum Doktor der Medizin (Dr. med.) promoviert. Im weiteren Verlauf seiner akademischen Karriere habilitierte er sich 1858 und wurde 1859 Privatdozent für Medizin, dann 1863 außerordentlicher Professor der Hygiene und Gerichtsmedizin an der Universität Leipzig, diese Professur behielt er bis an sein Lebensende. Er war seit 1877 auch Polizeiarzt und beschäftigte sich auch publizistisch in vielen Schriften vorzugsweise mit der Gesundheitspflege. Ferner trat er aus Gründen der Hygiene für die Einführung der Feuerbestattung in Deutschland ein.
Am 1. August 1859 wurde er mit dem Beinamen Aldrovandus II. zum Mitglied der Leopoldina gewählt. Er starb am 6. März 1887 im Alter von 65 Jahren in Leipzig. Seine Urne wurde im Erbbegräbnis der Familie Reclam in der IX. Abteilung des Neuen Johannisfriedhofs beigesetzt und von dort 1965 nach Stuttgart überführt.

## Schriften (Auswahl)
Monografien
- Nahrungsmittel und Speisewahl. Leipzig 1855.
- Die Ursache der Chylus- und Lymphbewegung und der Fettresorption. Leipzig 1858. (eingeschränkte Vorschau auf Google Bücher)
- Geist und Körper in ihren Wechselbeziehungen. Leipzig 1859. (eingeschränkte Vorschau auf Google Bücher)
- Das Buch der vernünftigen Lebensweise. 1. Auflage, Leipzig 1863. / 2. Auflage, Leipzig 1876. (eingeschränkte Vorschau auf Google Bücher)
- Des Weibes Gesundheit und Schönheit. 1. Auflage, Leipzig 1864. (online auf archive.org) / 2. Auflage, Leipzig 1883.
- Der Leib des Menschen, dessen Bau und Leben. Stuttgart 1870. (eingeschränkte Vorschau auf Google Bücher) / 2. Auflage, Stuttgart 1877.
- Sprache und Gesang. Stuttgart 1878.
- Lebensregeln. 1. Auflage, Berlin 1878. / 2. Auflage, Berlin 1893.
- Gesundheitsschlüssel für Haus, Schule und Arbeit. Leipzig 1878.

Zeitschriften
Carl Reclam gab auch mehrere Zeitschriften heraus:
- Kosmos, Zeitschrift für angewandte Naturwissenschaften, 1857–1860
(1. Jahrgang 1857, 1. Halbjahr (Januar bis Juni) als Digitalisat bei der ÖNB Wien oder als eingeschränkte Vorschau auf Google Bücher)
- Deutsche Vierteljahrsschrift für öffentliche Gesundheitspflege, 1869–1870
- Gesundheit, Zeitschrift für öffentliche und private Hygiene, 1875–1887 (Halbmonatsschrift)